# My Chemical Romance
A My Chemical Romance amerikai rockzenekart Gerard Way, Ray Toro és Matt Pelissier alapították New Jerseyben. Később csatlakozott Mikey Way, Gerard öccse és Frank Iero. A nevük Irvine Welsh Ecstasy: Three Tales of Chemical Romance című regényéből származik.

## Hatások
Nagy hatással voltak rájuk kezdetben a The Misfits, a Black Flag, a The Smashing Pumpkins, a The Smiths, a Queen és az Iron Maiden is. Az idők során rátaláltak saját stílusukra, ez a horror és a fantasy keveréke, amely a dalszövegeikben, a klipjeikben és a lemezborítóikon is visszaköszön.

## Története
A 2001. szeptember 11-ei terrortámadás hatására a frontember, Gerard Way elhatározta, hogy Matt Pelissier dobossal együttest alapít. Később felkérték Ray Toro-t (aki addig egy másik együttesben dobolt) hogy gitározzon a zenekarban. Ezután csatlakozott Mikey Way basszusgitáros, majd Frank Iero (ex-Pencey Prep), mivel úgy érezték, hogy a dúsabb hangzás érdekében kell még egy gitáros Ray Toro mellé. 2002 elején, három hónappal a megalakulásuk után kiadták I Brought You My Bullets, You Brought Me Your Love című bemutatkozó nagylemezüket az Eyeball Recordsnál.
2003-ban Reprise Recordsszal írtak alá lemezszerződést, és turnéra indultak Amerikában és Japánban. Közben már a második albumukon dolgoztak. A turné végeztével bejelentették, hogy Matt Pelisser (a hivatalos verzió szerint Frank Iero és a közte lévő ellentétek miatt) többé nem tagja a zenekarnak. Az új dobos Bob Bryar (a The Used addigi hangtechnikusa) lett. Gerard Way alkohol és drogproblémái miatt elvonókúrára ment.
2004-ben jelent meg a Three Cheers for Sweet Revenge című albumuk, amelyet Howard Benson producerrel készítettek. Az új album meghozta az áttörést. Rögtön az első héten több mint 11.000 darab fogyott a lemezből, és alig egy év alatt platinalemez lett. A Three Cheers for Sweet Revenge albumról több kislemezt is megjelentettek, amelyekhez videóklip is készült. Ezek: I'm Not Okay (I Promise), Helena, The Ghost of You. Az összes klipet Marc Webb rendezte.
2005-ben a My Chemical Romance a Green Day előzenekara volt az American Idiot lemezbemutató turnéján, majd önállóan koncerteztek világszerte. 2006 márciusában jelent meg a Life on the Murder Scene koncertalbumuk és -videójuk. Ezután kezdődtek meg a harmadik stúdióalbum, a The Black Parade felvételei. A nagylemez 2006 őszén jelent meg, és a kislemezre kimásolt Welcome to the Black Parade című szám a brit toplistán már a második héten az első helyre került.
2009 májusában került nyilvánosságra, hogy az együttes új albumán dolgozik Brendan O'Brien producerrel. A lemezfelvételt követően 2010 februárjában Bob Bryar dobos távozott a zenekarból.
2010 szeptemberében hivatalosan is megerősítették, hogy az együttes negyedik stúdiólemezének címe Danger Days: True Lives Of The Fabulous Killjoys lesz.
2013. március 22-én a zenekar bejelentette feloszlását a következő üzenettel:
„Egy igazi áldás volt ebben a zenekarban játszani az utóbbi 12 évben. Olyan helyekre jutottunk el, amelyekről sosem gondoltuk volna, hogy valaha is eljutunk. Olyan dolgokat láttunk és tapasztaltunk, amelyekről nem is álmodoztunk. Megoszthattuk a színpadot olyanokkal, akikre felnéztünk, akiket csodáltunk, és ami a legjobb, akik a barátaink. Most pedig, ahogy az összes klassz dolog esetében, itt az ideje, hogy ez véget érjen. Köszönet minden támogatásotokért, és hogy részesei voltatok a kalandnak.” – My Chemical Romance.

## Tagok
Jelenlegi tagok
- Gerard Way – ének (2001–2013, 2019–ma)
- Ray Toro – szólógitár, háttérének (2001–2013, 2019–ma), ritmusgitár (2001-2002)
- Mikey Way – basszusgitár (2001–2013, 2019–ma)
- Frank Iero – ritmusgitár, háttérének (2002–2013, 2019–ma)

Volt tagok
- Matt Pelissier – dob, ütőhangszerek (2001-2004)
- Bob Bryar – dob, ütőhangszerek (2004-2010)
- James Dewees – billentyűs hangszerek, ütőhangszerek, háttérének (turné 2007–2012, 2012–2013)

## Diszkográfia
- 2002 – I Brought You My Bullets, You Brought Me Your Love (Eyeball Records)
- 2004 – Three Cheers for Sweet Revenge (Reprise Records)
- 2006 – Life on the Murder Scene (Reprise Records)
- 2006 – The Black Parade (Reprise Records)
- 2008 – The Black Parade Is Dead! CD/DVD
- 2010 – Danger Days: The True Lives Of The Fabulous Killjoys (Reprise Records)
- 2013 – Conventional Weapons